# 拉法尔 (沃克吕兹省)
拉法尔（法語：Lafare，法語發音：[lafaʁ]）是法国普罗旺斯-阿尔卑斯-蓝色海岸大区沃克吕兹省的一个市镇，属于卡庞特拉区。

## 地理
拉法尔（44°8'50"N, 5°3'5"E）面积4.54 平方千米，位于法国普罗旺斯-阿尔卑斯-蓝色海岸大区沃克吕兹省，该省份为法国东南部内陆省份，北起德龙省，西北接阿尔代什省，西接加尔省，南至罗讷河口省，东南角与瓦尔省接壤，东临上普罗旺斯阿尔卑斯省。
与拉法尔接壤的市镇（或旧市镇、城区）包括：博姆德沃尼斯、日贡达斯、拉罗克阿尔里克、叙泽特。

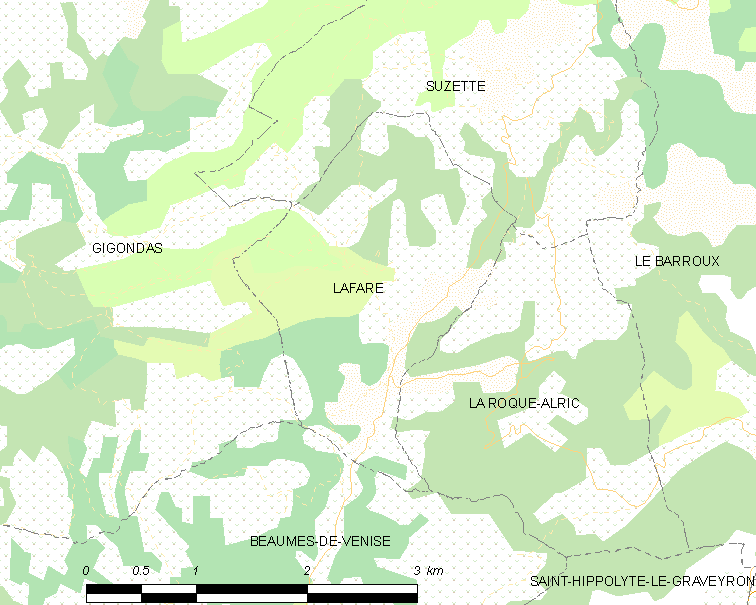
的OSM定位图

拉法尔的时区为UTC+01:00、UTC+02:00（夏令时）。

## 行政
拉法尔的邮政编码为84190，INSEE市镇编码为84059。

## 政治
拉法尔所属的省级选区为韦松拉罗迈讷县。

## 人口

1962-2008年间人口变化图示

拉法尔于2022年1月1日时的人口数量为127人。